# Цзянду
Цзянду́ (кит. упр. 江都, пиньинь Jiāngdū) — район городского подчинения городского округа Янчжоу провинции Цзянсу (КНР).

## История
Уезд Цзянду (江都县) был создан ещё во времена империи Хань в 153 году до н. э. В эпоху Троецарствия он был ликвидирован, но после повторного объединения страны под властью империи Цзинь — создан вновь. В эпоху Пяти династий и десяти царств он то расформировывался, то создавался вновь. После образования империи Мин была создана Янчжоуская управа (扬州府), власти которой разместились именно в уезде Цзянду, поэтому уезд Цзянду часто называли «Янчжоу» по названию управы. В 1645 году во время маньчжурского завоевания цинские войска устроили в Янчжоу гигантскую резню населения.
В 1853 году Янчжоу был взят тайпинами и находился под их властью свыше 8 месяцев, в результате чего серьёзно пострадал.
После Синьхайской революции в Китае была проведена реформа структуры административного деления, в ходе которой управы и области были упразднены.
Во время гражданской войны эти земли были заняты войсками коммунистов 25 января 1949 года. 27 января 1949 года урбанизированная часть уезда Цзянду была выделена в город Янчжоу.
В 1949 году был создан Специальный район Янчжоу (扬州专区), и уезд вошёл в его состав. В 1950 году Специальный район Янчжоу был присоединён к Специальному району Тайчжоу (泰州专区).
В 1953 году была создана провинция Цзянсу, и Специальный район Тайчжоу был переименован в Специальный район Янчжоу. В 1956 году из уезда Цзянду был выделен уезд Ханьцзян.
В 1970 году Специальный район Янчжоу был переименован в Округ Янчжоу (扬州地区).
В 1983 году были расформированы Округ Янчжоу и город Янчжоу, и образован Городской округ Янчжоу.
В 1994 году уезд Цзянду был преобразован в городской уезд.
В 2011 году городской уезд Цзянду был преобразован в район городского подчинения.

## Административное деление
Район делится на 13 посёлков.